# 엄보용
엄보용은 대한민국 배우이다.

## 주요 출연작

### TV 드라마
- 2014년 SBS 《청담동 스캔들》 - 박초원 역
- 2012년 KBS2 《넝쿨째 굴러온 당신》 - 민국 역
- 2010년 KBS2 《성균관 스캔들》 - 천동 역
- 2008년 KBS2 《최강칠우》 - 악동1 역
- 2007년 MBC 《커피프린스 1호점》
- 2007년 KBS1 《산 너머 남촌에는》 - 김종복 역

### 영화
- 2014년 《국제시장》 - 어린 이만기 역
- 2014년 《슬로우 비디오》 - 뚱뚱이 역
- 2009년 《날아라 펭귄》 - 뚱뚱이 친구 역
- 2008년 《여름, 속삭임》 - 아이 2 역
- 2007년 《비만 가족》 - 곽보용 역
- 2007년 《즐거운 인생》 - 혁수 아들 역